# Faculdade de Direito da Universidade Federal de Goiás
A Faculdade de Direito da Universidade Federal de Goiás (UFG) é uma das principais unidades acadêmicas desta universidade e uma das mais antigas do Brasil.
Criada em agosto de 1898 na cidade de Goiás, foi fechada e reaberta várias vezes nos seus primeiros anos e mantém-se frequentemente aberta desde 1920. Foi peça central na criação da UFG, que teve como primeiro reitor o professor Colemar Natal e Silva, então diretor da faculdade no final da década de 50. A FD surgiu anteriormente a UFG, que foi fundada no final de 1960. Assim, foi aglutinada no projeto original de fundação da Universidade Federal de Goiás.
Situa-se no Campus Colemar Natal e Silva, no bairro Universitário, na região central de Goiânia.